# Konrad Hałupka
Konrad Hałupka – polski biolog, dr hab. nauk biologicznych, adiunkt Instytutu Biologii Środowiskowej Wydziału Nauk Biologicznych Uniwersytetu Wrocławskiego.

## Życiorys
15 października 1998 obronił pracę doktorską pt. Drapieżnictwo gniazdowe u ptaków: mechanizmy i trendy ewolucyjne, otrzymując doktorat, a 11 października 2011 habilitował się na podstawie oceny dorobku naukowego i pracy zatytułowanej Badania adaptacyjnego znaczenia behawioru ptaków.
Pełni funkcję adiunkta w Instytucie Biologii Środowiskowej na Wydziale Nauk Biologicznych Uniwersytetu Wrocławskiego, oraz piastował stanowisko sekretarza Komitetu Zoologii II Wydziału Nauk Biologicznych i Rolniczych, a także Komitetu Zoologii II Wydziału Nauk Biologicznych Polskiej Akademii Nauk.

## Publikacje
- 1994: Incubation feeding in Meadow Pipit Anthus pratensis affects female time budget[1]
- 1998: Nest-site selection and nest predation in Meadow Pipits[1]
- 1998: Vocal begging by nestlings and vulnerability to nest predation in Meadow Pipits Anthus pratensis; to what extent do predation costs of begging exist?[1]
- 2008: Nesting biology of the Andean Solitaire (Myadestes ralloides) in Northeastern Ecuador[1]
- 2017: Information flow in a network of dispersed signalers-receivers[1]